# Saxofon
En saxofon er et transponerende instrument af typen træblæser, selvom den normalt er lavet af messing. Den blev opfundet i 1840'erne af den belgiske instrumentbygger Adolphe Sax.
Grunden til at saxofonen er kategoriseret som en træblæser, er at saxofonbladet typisk er lavet af træ, og uden et saxofonblad kan man ikke få lyd ud af instrumentet.
De almindeligste typer er sopran-, alt-, tenor- og barytonsaxofoner. Sopransaxofoner er stemt i Bb eller C. Tenorsaxofoner er stemt i Bb, mens altsaxofoner og barytonsaxofoner er stemt i Eb.
Sopransaxofonen ligner overfladisk set en klarinet i det den i modsætning til de øvrige saxofoner er lige, mens de andre typer er bøjede i S-form. Dog med den vigtige forskel, at saxofonen er konisk boret imodsætning til den cylindriske klarinet.
Saxofonen bruges i de fleste genrer. Mest kendt er den nok for sin rolle i jazz sammenhænge (oftest som solo- og improviserende instrument), men saxofon bliver også brugt i klassisk musik og regnes for et vigtigt instrument inden for den nyere kompositionsmusik, ikke mindst i saxofonkvartetten, til hvilken ensembleform der er skrevet store mængder musik (se f.eks. Jutlandia Saxofonkvartet oa.). Desuden er saxofonen kendt fra pophits som Moonjams "Sarai", Gerry Raffertys "Baker Street", Dire Straits' "Your Latest Trick" og George Michaels "Careless Whisper".

## Klang
Klangemæssigt spænder saxofonen over toenhalv oktav. Intervalet er noteret fra dybt bbBb til højt F. De fleste moderne saxofoner har desuden klap til højt F# mens nyere barytonsaxofoner har en klap til dybt A. De to oktaver fra dybt til højt D betragtes som normalområdet. En af Adolphe Sax' opdagelser var, at et instruments klang defineres af den form luftsøjlen svinger i, hvorfor materialet ikke har afgørende indflydelse på den grundlæggende klang. Man opnår dog klanglige variationer ved valg af materiale saxofonen er udført i. Som tidligere nævnt er saxofonen oftest udført i messing, men der findes andre varianter som bronze samt sølv- og i mindre grad guldbelagte saxofoner.

## Mundstykket
Saxofonens lyd dannes ved bladets svingning mod mundstykket. Det fastspændte blad af bambus sættes i svingninger af den indblæste luft. Det er muligt at danne toner, der spænder over en oktav med mundstykket alene. Mundstykkets udformning har stor indflydelse på, hvordan saxofonens klang og intonation bliver. Hvis åbningen mellem bladet og mundstykket er smal bliver klangen fokuseret og lettere at kontrollere klangligt. Et mundstyke med smal åbning er derfor foretrukket af udøvere af klassisk musik. Et mere åbent mundstykke giver som regel en større volumen og et mere (jazz/rock-)solistisk udtryk, men det stiller højere krav til intonationen. Mundstykker fremstilles hovedsagelig af ebonit eller metal. Kammerets udformning har større betydning for klangen end materialet, men metal gør det muligt at lave mundstykkets dimensioner mindre da det er hårdere end ebonit, hvorfor det nogen gange foretrækkes til de større saxofontyper. – Et mundstykke med et stort kammer giver en mørk klang, hvorimod et mundstykke med et lille kammer fremhæver de lyse overtoner.

## Bladet
Bladet er skåret ud af et bambusrør fra planten Arundo donax (der findes dog også plast- og fiberblade), så rørets runding giver formen. Bladet er slebet, så det er plant på undersiden, og skåret til, så det passer med mundstykkets form. I den ende, der vender mod mundstykkets åbning, der bladet skåret og slebet tyndt.
Bladene fås i flere hårdheder. Hårdheden beskrives oftes med et tal fra 1 til 5, hvor 1 betegner et blødt blad mens 5 er et meget hårdt blad. Det er nemmest at spille med et blødt blad, men hårde blade giver ofte en bedre lyd, og de holder længere. Der er stor forskel på, hvor længe et blad holder. Nogle kan man spille på i ugevis, andre bliver hurtigt slappe, og klangen forringes væsentligt. Et blad skal under alle omstændigheder spilles til inden klangen er optimal, så det er en fordel, altid at have et par stykker i gang. Det kan være en fordel med bladholdere, som kan forlænge et blads levetid. Bladholdere kan købes i specialforetninger, for mindre beløb. Det er også muligt at bearbejde blade ved at slibe og file for at bladet til at fungere efter ens ønske.

## Ligaturet
Et ligatur er den mekanisme som holder bladet fast på mundstykket. Ligaturer fås af forskellige materialer som snor (med voks), messing, gummi, guld- og sølvbelagt messing samt carbon. De forskellige materialer giver forskellige klang, og ligaturer findes i mange udformninger.

## Greb og overtoneprincip
På en saxofon bruges stort set samme greb som på en sopranblokfløjte. Man skifter oktav med en klap bag på saxofonen. Den betjenes med venstre hånds tommelfinger. Som hovedregel bruges flere fingre til de dybe toner end de høje bortset fra skift i oktav. Enkelte toner som for eksempel det midterste Bb kan spilles på flere måder. Nogle klapper er monteret så de som udgangspunkt er lukkede. Eksempelvis bevirker brugen af oktavklappen, at en klap åbnes.
Udover det normale tonespektrum(Bb-F(#)) findes der en række overtoner, som gør saxofonisten i stand til at spille meget høje toner. Disse toner kaldes flageoletter. Dette overtoneprincip kræver en veludviklet teknik, men regnes i dag for et integreret del af registret hos den professionelle saxofonist.